# Harry Siegmund

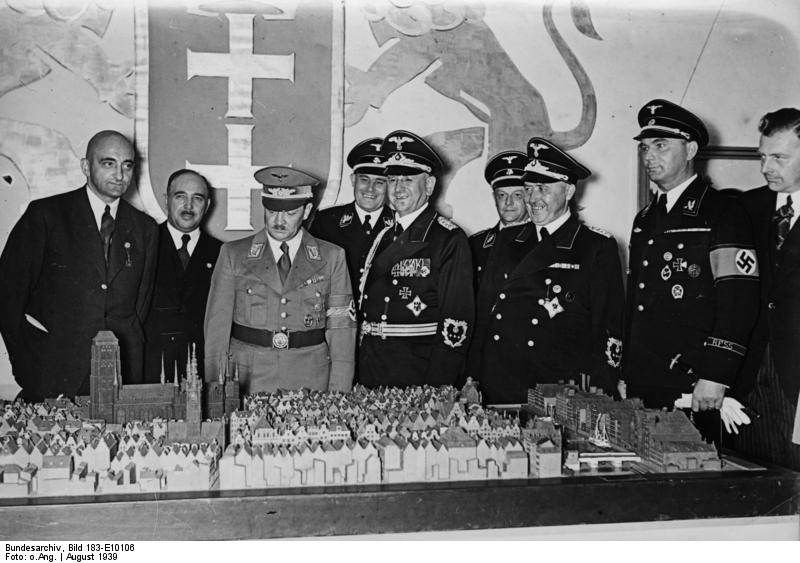
Eröffnung der 27. Deutschen Ostmesse in Königsberg am 20. August 1939; beim Rundgang durch die Ausstellung v. r. n. l: Harry Siegmund, Arthur Greiser, Hans Pfundtner, Friedrich Landfried, Erich Koch, Erich Neumann (ganz links)

Harry Siegmund (* 25. September 1910 in Libau, Kurland; † 18. November 2009 in Heikendorf) war ein deutsch-baltischer Verwaltungsjurist, SS-Führer und Ministerialbeamter.

## Leben

### Familie
Siegmunds Vater Max Siegmund stammte aus einer schlesischen Kleinbauern- und Handwerkerfamilie. Als Holzkaufmann war er aus dem Kreis Kempen in Posen über Danzig nach Libau gekommen. Ida, eine Schwester Max Siegmunds, war die Mutter von Arthur Greiser. Die väterlichen Vorfahren von Siegmunds Mutter Erna Pusch stammten aus Memel und Litauen, die mütterlichen aus Ostpreußen. Max Siegmund gründete in Libau eine eigene Firma, die Holz nach England und Deutschland exportierte.

### Studium
Harry Siegmund studierte Rechtswissenschaft an der Albertus-Universität Königsberg. 1928 wurde er Mitglied des Corps Masovia, das er 1930 auf dem Kösener Congress vertrat. Als Inaktiver ging er für das Wintersemester 1930/31 an die Universität Frankfurt, deren Rechtslehrer Friedrich Giese, Karl Strupp und Hugo Sinzheimer ihn nachhaltig beeindruckten. Gerhard Saager wurde ein lebenslanger Freund.
Wieder in Königsberg hörte er Geschichtsvorlesungen von Hans Rothfels. Auf einer Tagung des völkischen Hochschulrings Deutscher Art bei Botho-Wendt zu Eulenburg auf Schloss Gallingen vertrat er sein Corps. Zu den Referenten gehörte Hans Schwarz van Berk. Als die Königsberger Korporationen aus der Deutschen Studentenschaft ausgetreten waren, gründeten sie 1932 den von Siegmund geleiteten „Aktionsausschuß“. Siegmund schloss sich dem Stahlhelm-Studentenbund und dem Deutschnationalen Studentenbund an.
In den letzten Semestern wurde Albert Hensel sein Mentor. Noch vor dem Examen wurde Siegmund Repetitor für Öffentliches Recht. Am 13. Juli 1932 bestand er beim Oberlandesgericht Königsberg das Referendarexamen mit Prädikat.

### Referendar
Das Referendariat trat er beim Amtsgericht Bartenstein an. Von Hensel zur Promotion gedrängt, befasste er sich mit der völkerrechtlichen Anerkennung der Baltischen Staaten. Dank Hensel und Rothfels erhielt er ab November 1932 ein Stipendium des Freistaats Preußen. Im Wahlkampf zur Reichstagswahl März 1933 trat er zweimal als deutschnationaler Redner in der Provinz Ostpreußen auf. Inzwischen bei einer Zivilkammer des Landgerichts Königsberg tätig, ließ er sich nach einigen Wochen für die Arbeit an seiner Dissertation beurlauben. Als sein jüdischer Doktorvater Hensel seines Lehrstuhls enthoben wurde, wollte kein Hochschullehrer die Arbeit übernehmen.
Als Mitglied des Stahlhelm-Studentenbundes wurde Siegmund Mitglied der Reiter-SS. Beim Oberpräsidenten beantragte er die Übernahme in den (für Nationalsozialisten) wieder eingeführten Verwaltungsdienst des Freistaats Preußen. Da er seit März 1933 dem monarchistischen Bund der Aufrechten angehörte, wurde der Antrag abgelehnt. Am Zivilrecht nicht interessiert und eher vor einem Ende als vor einem Anfang stehend, bat er seinen Vetter Arthur Greiser in Freien Stadt Danzig um Rat. Mit dessen Empfehlung an Erich von dem Bach-Zelewski kam er als SS-Scharführer in den Stab des SS-Oberführers Otto Braß. Bach-Zelewski musste ihn wegen einer „falschen“ Vorlage aus der SS entlassen, verhalf ihm aber zum Posten als Rechtsberater bei der Deutschen Arbeitsfront. Seine Referendarausbildung setzte Siegmund bei der Strafkammer des Landgerichts Königsberg, der Industrie- und Handelskammer Königsberg und ab Ende 1935 beim Oberlandesgericht Königsberg fort. Im Frühjahr 1936 wurde er für sechs Wochen an das neue nationalsozialistische Referendarlager Jüterbog beurlaubt. Am Tag nach seinem 26. Geburtstag bestand er beim Justizprüfungsamt in Berlin das Assessorexamen mit „befriedigend“ – zu Buche schlug sein Desinteresse am Zivilrecht.

### Persönlicher Referent Arthur Greisers
Mit dem Einverständnis des Gauleiters Albert Forster holte ihn sein Vetter Arthur Greiser, Senatspräsident (Regierungschef) der Freien Stadt Danzig, in die von Staatsrat Viktor Böttcher geleitete Auswärtige Abteilung. 1937 trat er in die Nationalsozialistische Deutsche Arbeiterpartei ein. Zum Regierungsassessor und damit zum Beamten auf Lebenszeit ernannt, heiratete er im April desselben Jahres. Als SS-Oberscharführer (SS-Nummer 261.181) kam er vom ostpreußischen zum Danziger SS-Sturm. Während einer achtwöchigen Wehrübung beim Artillerie-Regiment 1 in Gumbinnen wurde er im November 1938 zum Regierungsrat befördert.
Nach der Wiedereingliederung Danzigs ins Deutsche Reich wurde Greiser von Adolf Hitler als Gauleiter und Reichsstatthalter in Posen eingesetzt. Siegmund wurde am 12. September 1939 sein persönlicher Referent. In Angleichung seines Beamtenstatus wurde er zum SS-Obersturmbannführer ernannt und der Führerreserve beim SS-Hauptamt zugeteilt. Damit war er nicht mehr dem SS-Gruppenführer Wilhelm Koppe unterstellt. Greiser, Martin Bormann und Walter Buch ernannten Siegmund zum Vorsitzenden einer Kammer des Gaugerichts der NSDAP. Er wurde im Wartheland in den Beirat der Ostbank für Handel und Gewerbe (einer Tochter der Dresdner Bank) berufen. Er war staatlicher Kommissar bei der Hypothekenbank und Aufsichtsratsvorsitzender der Landeselektrizitätsversorgung; die ELWAG hatte größte Bedeutung für den infrastrukturellen Aufbau des Landes, für den Tagebau – und für die Logistik der Wehrmacht im Unternehmen Barbarossa.
Siegmund wurde zum Oberregierungsrat und Chef des Führungsstabes (entsprechend dem heutigen Chef der Staatskanzlei) befördert. Damit Greisers Vertreter, sollte er als Verbindungsbeamter zwischen dem Reichsstatthalter (Greiser) und dem Wehrmachtbefehlshaber (Walter Petzel) die ständigen Querelen zwischen den militärischen und zivilen Stellen beenden.
Wegen seiner Kenntnis der russischen und lettischen Sprache wurde er im Juni 1941 als Dolmetscher im Leutnantsrang zur Wehrmacht einberufen. Im masurischen Hauptquartier des XXXXII. Armeekorps wurde er dem Dritten Generalstabsoffizier als Sonderführer zugeteilt. Kommandierender General des XXXXII. Armeekorps war Walter Kuntze. Im Unternehmen Beowulf wurde Siegmund mit dem Eisernen Kreuz 2. Klasse ausgezeichnet.
Er nahm an der Schlacht um Sewastopol teil. Der Chef des Stabes Heinz Ziegler kommandierte Siegmund zur Aufklärungs-Abteilung der 22. Infanterie-Division. Graf Sponeck, neuer KG des XXXXII. Armeekorps, drängte Siegmund zur Herausgabe einer russischen Zeitung, um die einheimische Bevölkerung aufzuklären und für die deutsche Seite zu gewinnen. Im Dezember 1941 erschienen zwei Ausgaben der „Letzten Nachrichten“. Zwei Exemplare sind im Bundesarchiv-Militärarchiv erhalten.
Auf Greisers Betreiben wie viele Verwaltungsbeamte unabkömmlich gestellt, kehrte Siegmund Ende Dezember 1941 in den Führungsstab des Gauleiters und Reichsstatthalters zurück. Er vertrat für ein Jahr zugleich Hans Gehrels, den an die Kriegsfront geschickten Landrat des Kreises Posen-Land.
Nach dem Abfall Italiens vom Achsenbündnis im September 1943 wurde im von Truppen der Wehrmacht besetzten Rom eine deutsche Militärverwaltung eingerichtet. Nach dem Willen des Reichsinnenministeriums sollte Siegmund Ende des Monats als Oberkriegsverwaltungsrat dorthin versetzt werden. Ohne italienische Sprachkenntnisse und Beziehungen wollte er seine „doch sehr einflussreiche Stellung im Wartheland“ nicht aufgeben. Er organisierte noch die Gauleitertagung am 6. Oktober 1943 in Posen, auf welcher der Reichsführer SS Heinrich Himmler – angeblich in Albert Speers und Siegmunds Abwesenheit – eine berüchtigte Rede über die Judenvernichtung hielt.
In Verona lernte er zwar Franz Hofer, Odilo Globocnik, Oswald Pohl, Friedrich Rainer und Wilhelm Harster kennen, blieb aber ohne jede Aufgabe. Als Grund seiner Versetzung stellte sich Hitlers Verbot heraus, nahe Verwandte im unmittelbaren Bereich von Führungspersönlichkeiten der Partei und des Staates zu beschäftigen.

### Angehöriger der Waffen-SS
Anfang Juni 1944, zur Zeit der Operation Overlord, wurde Siegmund zur Leibstandarte SS Adolf Hitler einberufen. Als Panzerkommandant eines Panthers und Offizieranwärter zog Siegmund sich einen Fussbruch zu. Aus dem Marinelazarett in Genk entlassen, kam er Ende Juli 1944 über Paris und Falaise ins Hauptquartier von Sepp Dietrich. Nachdem Siegmund, inzwischen Untersturmführer der Waffen-SS, ein neues Stabsquartier im elsässischen Barr erkundet hatte, nahm er als Leutnant der Quartiermeisterabteilung (OQ 2) an der Ardennenoffensive teil.

### Nachkriegszeit
Nach dem Scheitern der Ardennenoffensive befahl Hitler die Verlegung von Siegmunds Einheit nach Ungarn. Gegenüber von Balatonfüred, am östlichen Ufer des Plattensees, stand bereits die Rote Armee. Kurz vor Beginn der sowjetischen Großoffensive nach Deutschland geschickt, erreichte er am 14. April 1945 Potsdam, wohin der klein gewordene Führungsstab des Reichsstatthalters aus Posen geflohen war. Mit einem gefälschten Ausweis auf den Namen „von Pusch“, setzte er sich nach Wien ab. Er tauchte in Bayern und Württemberg unter. Mit anderen gründete er den Humboldt-Bund für deutsche Neuordnung und europäische Verständigung, der vor allem aus studierenden Offizieren und jüngeren Heidelbergern bestand und vom Office of Military Government for Germany (U.S.) anerkannt wurde. Als das Grundgesetz für die Bundesrepublik Deutschland in Kraft getreten war, durften Deutsche nicht mehr an fremde Staaten ausgeliefert werden. Im Sommer 1950 offenbarte Siegmund bei der Polizeibehörde und den US-Behörden seine wahre Identität. Als 131er bewarb er sich vergeblich bei den Innenministerien aller Länder. Im Spruchkammerverfahren wurde er im Rahmen der Entnazifizierung als Mitläufer eingestuft.
Siegmund trat am 15. August 1951 in Karlsruhe wieder in die öffentliche Verwaltung ein. Unter Hans Unser, dem Regierungspräsidenten des Landesbezirks Baden, leitete er das Rechtsreferat, das im Streit um den Südweststaat die Volksabstimmung am 9. Dezember 1951 vorzubereiten hatte. Für den Sozialdemokraten Hermann Veit, den stellvertretenden Ministerpräsidenten und Wirtschaftsminister Württemberg-Badens, machte er Öffentlichkeitsarbeit. Mit der Gründung des Landes Baden-Württemberg im Mai 1952 entstand auf Wunsch des BHE ein Ministerium für Vertriebene, Flüchtlinge und Kriegsgeschädigte unter dem Minister Eduard Fiedler. Siegmund leitete das Rechtsreferat der Zentralabteilung I. Als Eugen Fichtner 1953 versetzt wurde, folgte ihm Siegmund bis 1960 als Regierungsdirektor und Leiter der sogenannten Kanzleidirektion. Ehrenamtlich engagierte er sich im Landesvorstand des Volksbundes Deutsche Kriegsgräberfürsorge. Wiederholte Beförderungsversuche seiner Vorgesetzten scheiterten am Einspruch von Parlamentariern der SPD und der FDP. Gegen die kirchenpolitischen Anwürfe von Herbert Czaja („Christenverfolgung im Warthegau“) stellten sich Josef Schwarz und Hans Filbinger. 1963 wurde Siegmund Mitglied der FDP.
Als Filbinger 1966 Ministerpräsident geworden war, richtete er in seinem Staatsministerium das Referat für Gesamtdeutsche Fragen ein. Er betraute Siegmund mit der Leitung, ohne ihn von seinen Aufgaben im Innenministerium zu entbinden. 1967 wurde er in die Hauptabteilung Verkehr versetzt und zum Ministerialrat befördert. Als seine (dritte) Frau im Oktober 1973 Chefärztin in Badenweiler geworden war, ließ sich Siegmund im Januar 1974 in den vorzeitigen Ruhestand versetzen. Als Rechtsanwalt arbeitete er für eine Eigentümergesellschaft in Badenweiler und für Einrichtungen des Verkehrswesens.
Die von seinem Königsberger Lehrer Friedrich Giese angeregte Dissertation über die Mainzer Republik hatte er in Stuttgart nicht aufnehmen können. Erst im Ruhestand schrieb er sie bei Rainer Wahl in Freiburg im Breisgau. Im Februar 1987 promovierte er mit 77 Jahren an der Albert-Ludwigs-Universität Freiburg cum laude zum Dr. iur.

## Zeuge für Albert Speer
Siegmund diente Albert Speer als Zeuge, um dessen angebliche Nicht-Teilnahme an Himmlers Posener Rede am 6. Oktober 1943 zu bestätigen. Speer hatte nach dem Zweiten Weltkrieg behauptet, nur eine vage Kenntnis von der Judenvernichtung gehabt zu haben und erfuhr wohl erst 1971, also nach der Publikation seiner Memoiren, dass der Wortlaut von Himmlers zweiter Posener Rede überliefert war, in welcher dieser das Ziel der Vernichtung der europäischen Juden offen ausgesprochen hatte. Speer hatte nicht nur auf derselben Tagung ein Referat gehalten, sondern war von Himmler in der Rede auch persönlich angesprochen worden. Neben Walter Rohland bestätigte Siegmund 1975 an Eides statt, dass Speer bereits vor Himmlers Rede abgereist sei. Dabei verlegte er den Ort der im Rathaus abgehaltenen Tagung und damit der Rede unzutreffend ins Posener Schloss. Wie der Historiker Johannes Fried anmerkt, berührt dies die Glaubwürdigkeit des auch von Joachim C. Fest und Gitta Sereny herangezogenen Zeugen Siegmund entscheidend, denn Siegmund behauptete, auf Grund der schummerigen Beleuchtung im Schloss habe der kurzsichtige Himmler die (angebliche) Abwesenheit Speers nicht bemerkt und ihn deshalb irrtümlich angesprochen. Tatsächlich wurde das Schloss im Oktober 1943 gerade aufwändig umgebaut, während sich der „Goldene Saal“, den auch Siegmund als Ort der Rede angab, im Renaissance-Rathaus der Stadt befindet. Speer hatte Siegmund außerdem das zu Erinnernde schriftlich vorgegeben.

## Ehrungen
- Ehrenkreuz des DRK Danzig II. Klasse
- Danziger Kreuz
- Ehrendolch der SS
- SS-Ehrenring
- Eisernes Kreuz 2. Klasse
- Krimschild
- Kriegsverdienstkreuz 1. Klasse mit Schwertern

## Schriften
- Rückblick – Erinnerungen eines Staatsdieners in bewegter Zeit. Raisdorf 1999, ISBN 978-3980221078.